# Bluse
En bluse (fra tysk bluse, af fransk blouse) er en løstsiddende trøje, der poser ud over taljen.
Blusen kendes fra nordisk klædedragt (islandsk: stakkr) fra bronzealderen (Egtvedpigen, Skrydstruppigen) til og med romersk jernalder. Den er kortere end en kjortel og når under hoften eller midt på låret.
Den bruges især af kvinder og var arbejdsdragt for mænd og påklædning for drenge (blusekjole). En bluse er traditionelt lavet af lærred.